# Malise, 8. Earl of Strathearn
Malise, 8. Earl of Strathearn, Earl of Caithness, Jarl von Orkney (auch Malise V, Earl of Strathearn; schottisch-gälisch Maol Íosa, 8. Earl of Strathearn, auch Earl of Orkney) († um 1350) war ein schottisch-norwegischer Magnat. Er war der letzte Earl aus einem alten gälischen Geschlecht, dass bereits seit Anfang des 12. Jahrhunderts den Titel Earl of Strathearn führte. Bereits die zeitgenössischen Chronisten verwechselten Angaben über ihn mit Angaben über andere Anwärter auf seine Titel. Deshalb gibt es bis weit ins 20. Jahrhundert hinein falsche und widersprüchliche Angaben über sein Leben und über die Geschichte der von ihm beherrschten Gebiete.

## Herkunft und Erbe
Malise war der älteste Sohn von Malise, 7. Earl of Strathearn, der Name seiner Mutter ist unbekannt. Sein Vater starb möglicherweise bereits vor 1327, doch spätestens 1330. In diesem Jahr führte Malise den Titel Earl of Strathearn. Dazu wurde er über seine Urgroßmutter Matilda, der zweiten Frau von Malise, 5. Earl of Strathearn Erbe der Titel Earl of Caithness und Jarl von Orkney, nachdem um 1330 der Erbe von Magnus Jónsson, Earl of Caithness noch minderjährig und kinderlos gestorben war. Dieses Erbe war jedoch nicht unumstritten. Letztlich erbte Malise zwar die Titel, aber nur einen Teil der Ländereien in Caithness und auf Orkney, und erst nach 1334 führte er den Titel Earl of Caithness and Orkney. Während das nordschottische Caithness unter der Oberhoheit der schottischen Könige stand, unterstanden die Orkneys der Oberhoheit des norwegischen Königs.

## Verlust von Strathearn
Über Malises Tätigkeit zu Beginn der 1330er Jahre ist nur wenig bekannt. Während des Zweiten Schottischen Unabhängigkeitskriegs kämpfte er 1333 auf schottischer Seite in der Schlacht von Halidon Hill. Er überlebte die schottische Niederlage und unterwarf sich während eines Parlaments in Scone am 17. September 1333 den von England unterstützten Thronanwärter Edward Balliol. Dabei verzichtete er auch auf seinen Titel als Earl of Strathearn, behielt aber seine Titel als Earl of Orkney und Caithness.

## Tätigkeit als Earl of Caithness und Orkney
Nach dem Verzicht auf Strathearn zog sich Malise auf seine nordschottischen Besitzungen zurück. Nach 1335 gelang es aber den Anhängern des schottischen Königs David II., Edward Balliol und die Engländer aus Südschottland zurückzudrängen. Malise beteiligte sich offenbar nicht an diesen Kämpfen und galt nun vor allem wegen seiner Unterwerfung von 1333 als Verräter an David II. Aus Furcht vor Vergeltung blieb Malise weiter in Nordschottland. Möglicherweise reiste er auch nach Norwegen, wo König Magnus VII. Erikson ihn als Jarl von Orkney bestätigte. Seine Versuche, den Titel Earl of Strathearn und die dazugehörigen Besitzungen zurückzuerhalten, trafen auf die erbitterte Ablehnung von Robert Stewart, der als Guardian für den minderjährigen und nach Frankreich geflohenen David II. die Regentschaft in Schottland führte. 1339 versuchte Stewart sogar vergeblich, in einem Gerichtsverfahren Malise vollständig zu enteignen, doch dieser wurde von einer Jury für unschuldig erklärt. Nach der Rückkehr von David II. wurde Strathearn im Juni 1344 vor einem weiteren Parlament in Scone des Verrats angeklagt. Malise erschien nicht selbst vor dem Parlament, sondern blieb in Nordschottland und ließ sich von seinem Schwager William, 5. Earl of Ross vertreten. Aus Furcht, dass er vollständig enteignet würde, hatte er bereits im Mai 1344 seine Tochter Isabella zu seiner Alleinerbin erklärt. König David II. setzte sich für eine Verurteilung von Malise ein, doch auch die neue Jury erklärte ihn nicht zum Verräter. Er wurde aber auch nicht für unschuldig erklärt, so dass er Strathearn nicht zurückerhielt. Der Titel Earl of Strathearn war 1343 an Maurice Murray vergeben worden, der Joanna of Menteith, die Witwe von Malises Vater geheiratet hatte. Malise blieb bis zu seinem Tod in Nordschottland. 1346 war er neben John, Lord of the Isles der einzige schottische Magnat, der nicht an dem Feldzug von David II. nach England teilnahm, der in der schottischen Niederlage bei Neville’s Cross endete. Malise starb vermutlich um 1350.

## Ehen, Nachkommen und Erbe
Malise war zweimal verheiratet. Der Name seiner ersten Frau ist unbekannt, von älteren Historikern wurde irrtümlich angenommen, dass es Joanna of Menteith, eine Tochter von John Menteith of Rusky war. Mit seiner ersten Frau hatte Malise eine Tochter:
- Matilda (auch Maud) ⚭ Weland de Ard

In zweiter Ehe heiratete Malise wohl zwischen 1325 und 1328 Marjory († nach 1350), eine Tochter von Hugh, 4. Earl of Ross. Mit ihr hatte er vier Töchter, von denen nur zwei namentlich bekannt sind:
- Isabella ⚭ Sir William Sinclair
- Agneta ⚭ Erngisl Suneson
- Tochter ⚭ Guttorm Sperra
- Tochter (vermutlich Euphemia of Strathearn) († nach 1364)

Malise hatte Isabella, seine älteste Tochter aus seiner zweiten Ehe als alleinige Erbin bestimmt. Sie war mit dem schottischen Adligen William Sinclair verheiratet, dessen Großvater Henry Sinclair von 1321 bis 1330 als königlicher Vogt von Caithness gedient hatte. Seine anderen vier Töchter hatten norwegisch-schwedische Adlige geheiratet, die nach seinem Tod ebenfalls Ansprüche auf Caithness und Orkney erhoben. Damit kam es zu einem langjährigen Erbstreit unter Malises Töchtern und Enkeln. Die Aufteilung des Erbes wurde dadurch erschwert, dass im schottisch geprägten Caithness ein anderes Erbrecht galt als im skandinavisch geprägten Orkney. Malises Schwiegersohn Erngisl Suneson bezeichnete sich am 6. Mai 1353 als Earl of Orkney, doch letztlich musste er sich mit Landbesitz auf den Inseln begnügen. Als Earl of Caithness wurde zunächst Alexander de Ard, der älteste Sohn von Malises Tochter Matilda anerkannt. Nach dessen Tod 1376 ernannte der norwegische König schließlich Henry Sinclair, den ältesten Sohn von Isabella und William Sinclair zum Earl of Orkney. Der schottische König Robert II. vergab Caithness dagegen an seinen jüngeren Sohn David Stewart.